# Шарипов, Нурмы Халяфович
Нурмы Халяфович Шарипов (25 февраля 1925 — 27 июля 1944) — командир отделения взвода разведки 53-й гвардейской танковой бригады, гвардии старший сержант. Герой Советского Союза.

## Биография
Родился 23 января 1925 года в деревне Казаклар ныне Тукаевского района Республики Татарстан. Татарин. Образование неполное среднее. Работал в колхозе в родном селе.
В феврале 1942 года был призван в Красную Армию. На фронте с августа того же года. К лету 1944 года гвардии сержант Шарипов — командир отделения взвода разведки роты управления 53-й гвардейской танковой бригады. Бессмертный подвиг совершил в боях за освобождение Западной Украины.
27 июля 1944 года в бою у села Банюнин, 17 км северо-восточнее города Львов, Шарипов первым ворвался в траншею противника, уничтожил пулемёт, расчёт и захватил в плен офицера. При отходе разведгруппы с «языком» был ранен в обе ноги. Остался прикрывать отход товарищей. Из захваченного пулемёта вёл огонь до последнего патрона, затем подорвал гранатой себя и окруживших его врагов. Был похоронен на месте боя.
Указом Президиума Верховного Совета СССР от 23 сентября 1944 года за образцовое выполнение боевых заданий командования на фронте борьбы с германским фашизмом и проявленные при этом отвагу и геройство гвардии старшему сержанту Шарипову Нурмы Халяфовичу присвоено звание Героя Советского Союза.

## Награды
Награждён орденами Ленина, Красной Звезды, Славы 3-й степени.

## Память
- Именем Героя был назван пионерский отряд Тлянчи-Тамакской школы Сармановского района. У школы установлен памятник.
- В районе был учреждён переходящий приз имени Шарипова для лучших механизаторов.